# Anne Pollier
Anne Pollier, née en 1910 à Dunkerque et mort en 1994 en région parisienne, est un écrivain de langue française.
Auteure de cinq romans, Anne Pollier a également écrit de nombreuses nouvelles publiées dans la presse ou en recueil, ainsi qu'un témoignage, Femmes de Groix.

## Biographie
Anne Pollier est originaire de Groix par sa mère, Sophie Bihan. Elle a vécu une partie de son enfance à Lorient, et son adolescence au Havre.
Elle arrive à Paris à vingt ans et y rencontre le journaliste Robert Pollier avec lequel elle fonde une famille.
Un journal tenu par ses soins est conservé. L'Association des Amis d'Anne Pollier a organisé la publication d'un premier extrait : Groix-Paris, 1940 (L'Écume des jours, 1999).
Les éditions Diabase ont également publié Lettres de Groix et d'ailleurs, échange de correspondance entre Anne Pollier et Hervé Jaouen de 1986 à 1993.